# Sardigna Natzione Indipendentzia
Sardigna Natzione Independentzia és un partit polític nacionalista sard fundat el 1994 a Nuoro amb el nom de Sardigna Natzione per Anghelu Caria i quaranta personalitats més provinents del Partidu Sardu Indipendentista (PSIN); i que en el seu congrés de 2002 va decidir adoptar l'actual denominació.

## Programari
El partit fou fundat el 1994 per Caria i Gavino Sale. Després de la sobtada mort de Caria el 1994 fou escollit cap del partit Bustianu Cumpostu, qui derrotà Gavino Sale. Es caracteritza per usar exclusivament el sard en tots els seus actes i comunicacions oficials internes, deixant l'italià únicament per a les comunicacions amb l'exterior i en alguns debats polítics. També promou l'extensió en l'ús de la limba sarda comuna, variant institucional del sard. També exigeix un referèndum per a eliminar del territori sard l'energia nuclear, i ideològicament es mostra proper a l'ecosocialisme i a l'internacionalisme.

## Història
A les eleccions legislatives italianes de 1996 es va presentar només a 10 constituències de les 14, i va obtenir un global del 4,3% dels vots (11,6% a Tortolì i 9,6% a Iglesias), el 2,3% per representació constitucional, mentre que el seu competidor Partit Sard d'Acció només va obtenir el 3,8%.
Va obtenir el seu millor resultat a les eleccions regionals de Sardenya de 1999, on Bustiano Cumpostu rebé el 5,8% dels vots per a president regional, mentre que el candidat del Partit Sard d'Acció Franco Meloni va obtenir el 8,3%. Tanmateix, com que Cumpostu no arribà al 6% i la llista no va obtenir més de l'1,8%, es quedà sense representació al Consell Regional.
A les eleccions legislatives italianes de 2001 i a les eleccions regionals de Sardenya de 2004 formà una aliança amb el Partit Sard d'Acció. Per aquest motiu Gavino Sale, qui refusava qualsevol col·laboració amb partits no independentistes, i la seva facció abandonaren el partit el 2001 i crearen el nou partit independentista radical Indipendèntzia Repùbrica de Sardigna. A les eleccions regionals sardes l'electorat es presentà molt fragmentat (a causa de la presència de la Unió Democràtica Sarda, UDS, que concorria amb una plataforma nacionalista) i molts militants de SNI votaren com a president Gavino Sale (1,9%) i la llista IRS (0,7%), mentre que només una minoria votaren per SNI (0,4%).
SN va obtenir l'1,1% dels vots a les eleccions legislatives italianes de 2006 i el 0,7% a les de 2008. Per a les eleccions regionals de Sardenya de 2009 va formar una aliança de nacionalistes d'esquerres amb els comunistes A Manca pro s'Indipendèntzia i altres grups minoritaris, però només va obtenir el 0,5%, mentre Gavino Sale (IRS) va obtenir el 3,1% dels vots.

## Resultats electorals
° Es presentava amb el Partit Sard d'Acció
° Es presentava amb el Movimento Pastori Sardi i Movimentu Natzionalista Sardu